# Komando

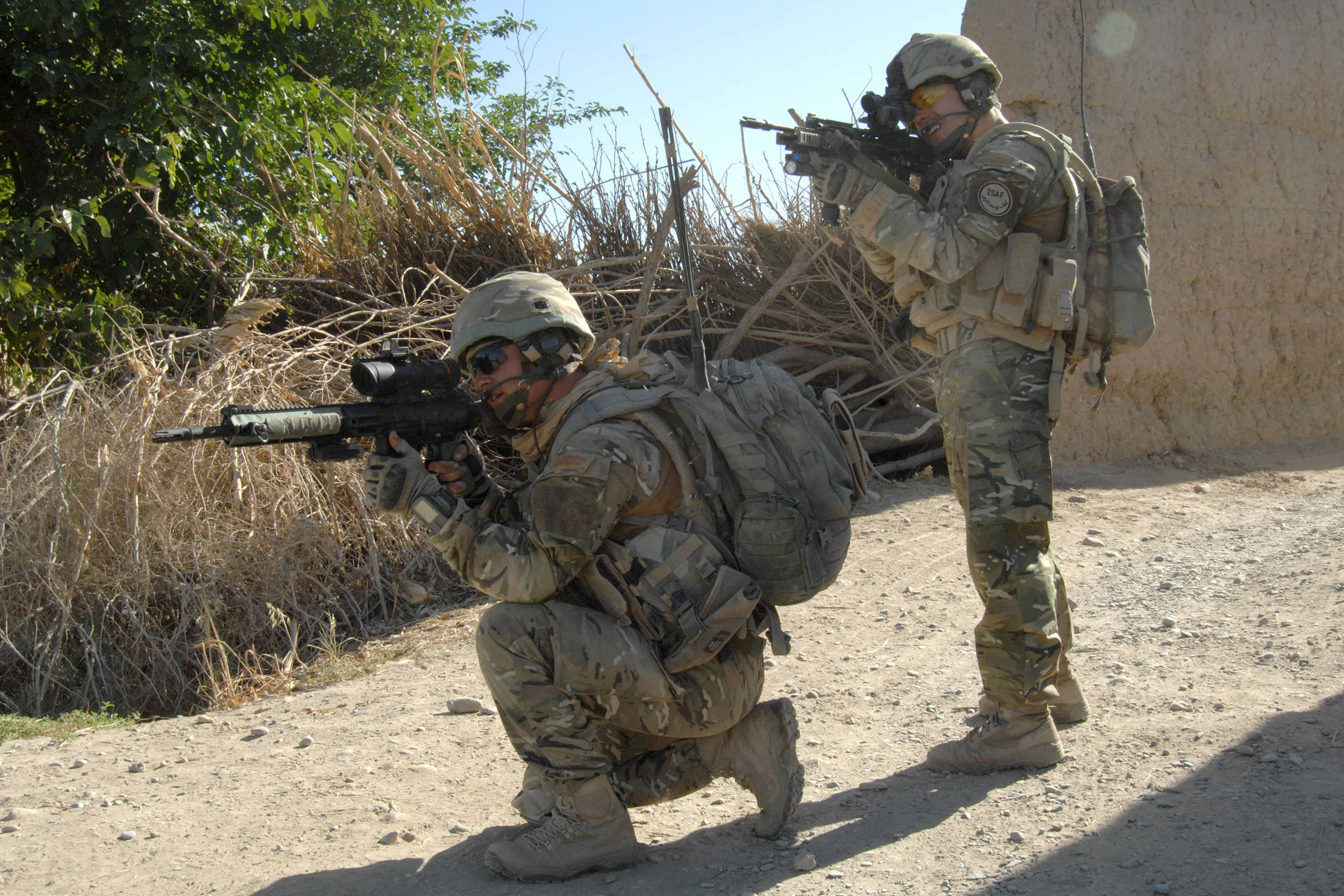
Příslušníci praporu 40 Commando britské námořní pěchoty v Afghánistánu

Komando je malá vojenská jednotka lehké pěchoty či speciálních sil určená pro zvláštní úkoly. Někdy se tento pojem používá i pro zvláštní policejní jednotky. Označení „commando“ vzniklo v jižní Africe, kdy zde ve druhé poloviny 19. století působila pod označením Kommandos búrská partyzánská domobrana, jejíž malé jednotky používaly techniku přepadů početnějších nepřátelských formací. V angličtině byl termín ukotven za druhé světové války díky vzniku britských Commandos.
Ve většině zemí se komanda specializují na nekonvenční útoky na vysoce hodnotné cíle a od ostatních typů speciálních sil se liší tím, že operují především v otevřeném boji, průzkumu v první linii a přepadových akcích.